# Cacia grossepunctata
Cacia grossepunctata är en skalbaggsart som beskrevs av Stefan von Breuning 1980. Cacia grossepunctata ingår i släktet Cacia och familjen långhorningar.
Artens utbredningsområde är Filippinerna. Inga underarter finns listade.